# Gesetz zur Stärkung der Rechte des leiblichen, nicht rechtlichen Vaters
Das Gesetz zur Stärkung der Rechte des leiblichen, nicht rechtlichen Vaters (VätRStG) ist ein Bundesgesetz der Bundesrepublik Deutschland. 
Das Gesetz vom 4. Juli 2013 wurde am 26. April 2013 vom Bundestag beschlossen und am 12. Juli 2013 verkündet. Es entstand aus einer Initiative der Bundesregierung und trat am 13. Juli 2013 in Kraft.
Das Gesetz dient der Umsetzung zweier Entscheidungen des Europäischen Gerichtshofs für Menschenrechte (EGMR) vom 21. Dezember 2010 und vom 15. September 2011.
Während bislang eine bereits bestehende enge Beziehung des Kindes zum leiblichen Vater für die Einräumung eines Umgangsrechts für diesen entscheidend war, knüpft die Neuregelung hinsichtlich des zu gewährenden Umgangsrechts des biologischen Vaters unter dem Vorbehalt der Dienlichkeit des Umgangs für das Kindeswohl an ein gezeigtes nachhaltiges Interesse des leiblichen Vaters an seinem Kind an. Des Weiteren erhält der leibliche Vater durch dieses Gesetz ein Auskunftsrecht über die persönlichen Verhältnisse des Kindes. Voraussetzung für dieses Recht ist ein bestehendes berechtigtes Interesse und das nicht entgegenstehende Kindeswohl.